# Barreirinhas
Barreirinhas is een gemeente in de Braziliaanse deelstaat Maranhão. De gemeente telt 50.354 inwoners (schatting 2009).